# Boris Kerner
Pour les articles homonymes, voir Kerner.
Boris Kerner est un ingénieur allemand expert en systèmes intelligents de transports. Il est l'auteur d'une théorie alternative controversée de la modélisation du trafic routier, la théorie des trois phases du trafic.

## Biographie
Boris S. Kerner est né à Moscou en 1947. Diplômé en 1972 de l'institut de radioélectricité MIREA à Moscou, il travaille entre 1972 et 1992 en Russie sur la physique des semi-conducteurs, du plasma et la physique des états solides.
Il émigre en 1992 vers l'Allemagne où il travaille pour Daimler à Stuttgart. Il s'intéresse au trafic routier et met au point entre 1996 et 2002 sa théorie,,,,,.
De 2000 à 2013 Boris Kerner dirige le département de recherche Trafic chez Daimler. En 2011 Boris Kerner reçoit le titre de Professeur à l'Université de Duisbourg et Essen où il enseigne depuis son départ de Daimler le 31 janvier 2013.

## Publications
- B.S. Kerner, V.V. Osipov, Autosolitons: A New Approach to Problems of Self-Organization and Turbulence (Fundamental Theories of Physics), Kluwer, Dordrecht, 1994
- Boris S. Kerner, The Physics of Traffic: Empirical Freeway Pattern Features, Engineering Applications, and Theory, Springer, Berlin, New York 2004
- Boris S. Kerner, Introduction to Modern Traffic Flow Theory and Control: The Long Road to Three-Phase Traffic Theory, Springer, Berlin, New York 2009
- Boris S. Kerner, "Optimum principle for a vehicular traffic network: minimum probability of congestion", J. Phys. A: Math. Theor. 44,  092001 (2011). doi:10.1088/1751-8113/44/9/092001
- Boris S. Kerner, "Physics of traffic gridlock in a city", Phys. Rev. E 84, 045102(R) (2011). doi:10.1103/PhysRevE.84.045102
- Boris S. Kerner,  "The physics of green-wave breakdown in a city " Europhysics Letters 102, 28010 (2013). doi:10.1209/0295-5075/102/28010
- Boris S. Kerner, "Criticism of generally accepted fundamentals and methodologies of traffic and transportation theory: A brief review", Physica A: Statistical Mechanics and its Applications 392, 5261–5282 (2013). doi:10.1016/j.physa.2013.06.004
- Boris S. Kerner, "Three-phase theory of city traffic: Moving synchronized flow patterns in under-saturated city traffic at signals", Physica A: Statistical Mechanics and its Applications 397, 76–110 (2014). doi:10.1016/j.physa.2013.11.009
- Boris S. Kerner, Peter Hemmerle, Micha Koller, Gerhard Hermanns, Sergey L. Klenov, Hubert Rehborn, and Michael Schreckenberg, "Empirical synchronized flow in oversaturated city traffic" Phys. Rev. E 90, 032810 (2014). doi:10.1103/PhysRevE.90.032810
- Boris S. Kerner, Sergey L. Klenov, and Michael Schreckenberg, "Probabilistic physical characteristics of phase transitions at highway bottlenecks: Incommensurability of three-phase and two-phase traffic-flow theories" Phys. Rev. E 89, 052807 (2014).  doi: 10.1103/PhysRevE.89.052807